# Héctor Rodríguez
Héctor Rodríguez Iglesias (ur. 19 grudnia 1991) – hiszpański zapaśnik walczący w stylu wolnym. Zajął 36 miejsce na mistrzostwach świata w 2015. Jedenasty na mistrzostwach Europy w 2014. Brązowy medalista mistrzostw śródziemnomorskich w 2015 roku.